# Ե

Եとե

筆記体

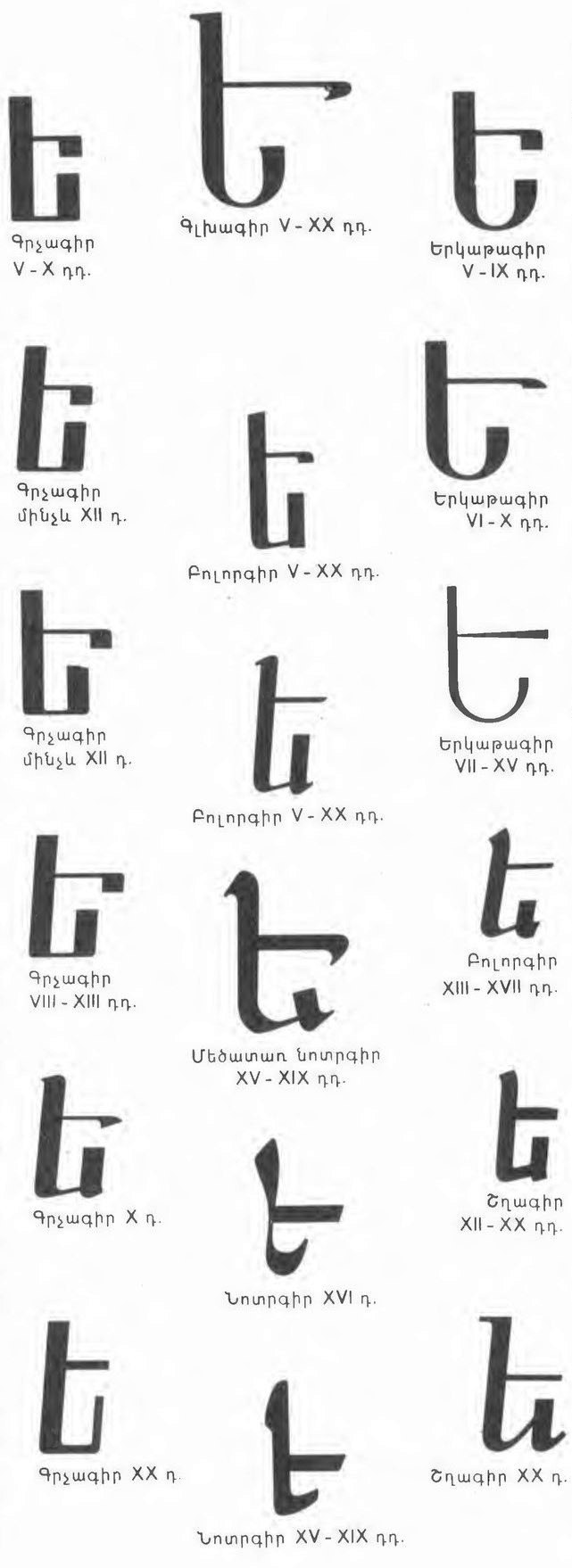
Եとեの様々な書体

Ե, ե（アルメニア語: եչ、発音はyech）は、アルメニア文字の5番目の文字である。405年ごろにメスロプ・マシュトツによって作成されたと見られる。

## 使用
古典アルメニア語では非円唇前舌半広母音[ɛ]を表す。現代の東アルメニア語・西アルメニア語で子音の後は非円唇前舌半広母音[ɛ]を表し、語頭または母音の後では主に[jɛ]を表す。ラテン文字化する時は「Ye」（語頭）または「E」（語中・語尾）と記す。記数法では5を表す。また、「Է」もおおよそ同じ発音であるが、ソ連時代および現行のアルメニア共和国の正書法での文字の整理により、この「Ե」の方の使用頻度が高くなり、「Է」は語頭と複合語にしか来なくなる（մէջ → մեջ、սէր → սերなど）。
古典アルメニア語にあった二重母音の「եօ」「եա」も後の正書法の規定により、「յո」「յա」と書くようになっている（アルメニア人の苗字語尾の「-եան」は「-յան」となる：Սարգսեան → Սարգսյան、եօթ → յոթ）。

## 派生

և

後ろにւ（またはվ）が来る時は合字「և」となり、[ɛv]または[jɛv]を表す。現行のアルメニア共和国の正書法ではこの合字が37番目の文字となり、もともと「եվ」と書く一部の単語もこの文字で書くようになっている。なお、この合字には小文字しかおらず、語頭に大文字が来るべき時は分けて「Եւ」（現行正書法では「Եվ」）と書く（Եւրոպա → Եվրոպա）。

## 書体

## 符号位置
| 文字 | Unicode | JIS X 0213 | 文字参照        | 備考      |
| ---- | ------- | ---------- | --------------- | --------- |
| Ե    | U+0535  | -          | &#x535; &#1333; |           |
| ե    | U+0565  | -          | &#x565; &#1381; |           |
| և    | U+0587  | -          | &#x587; &#1415; | ւとの合字 |